# Siechnice
Siechnice (Duits: Tschechnitz) is een stad in het Poolse woiwodschap Neder-Silezië, gelegen in de powiat Wrocławski. De oppervlakte bedraagt 15,53 km², het inwonertal 3887 (2005).

## Verkeer en vervoer

### Spoorlijnen

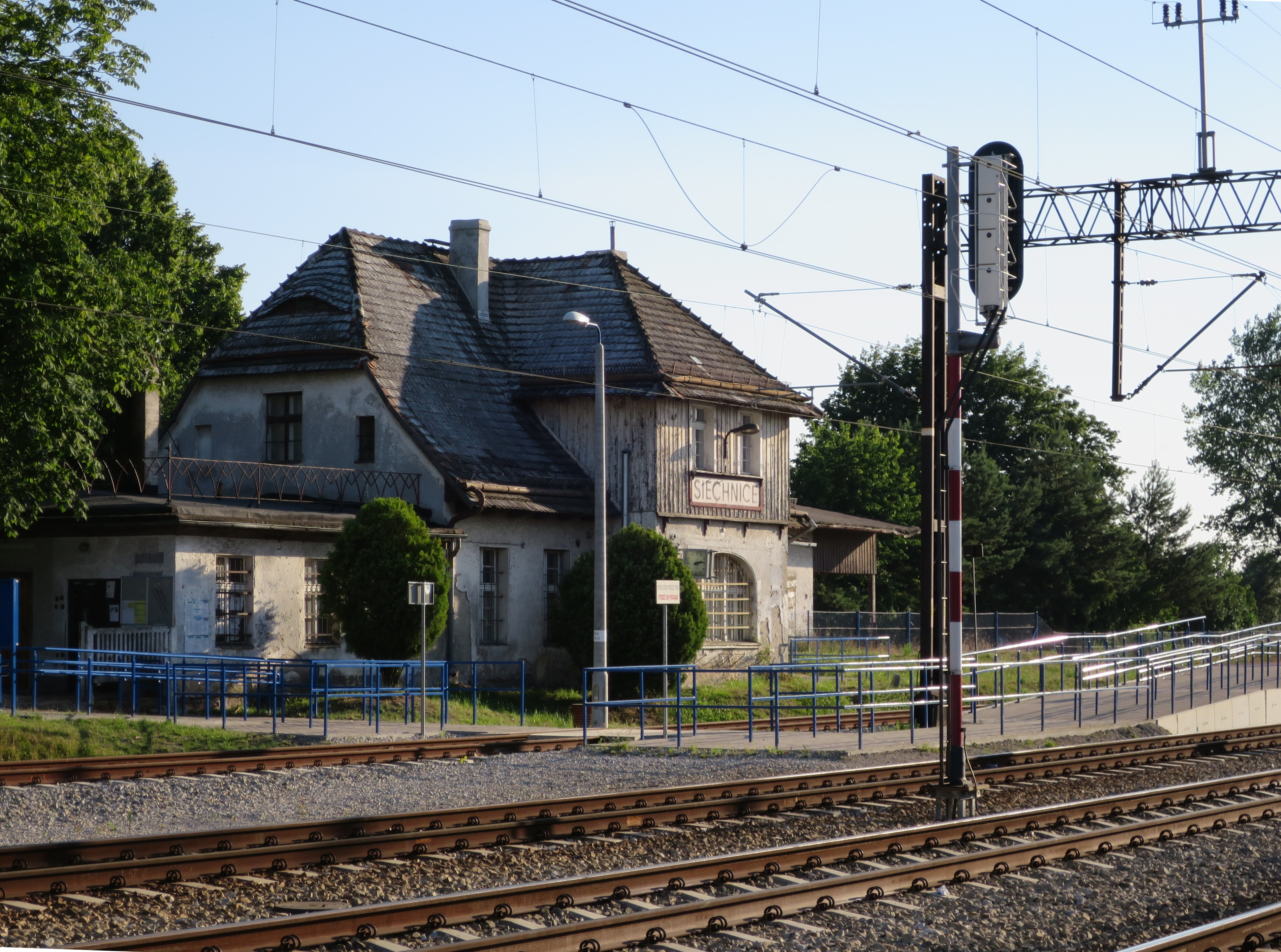
Station Siechnice (2015)

Siechnice beschikt over een gelijknamig station. Dat station ligt aan spoorlijn 277 Opole Groszowice – Wrocław Brochów en 764 Siechnice – Wrocław Brochów. Het station werd in 1909 geopend. In 2018 werd het station gemoderniseerd met behulp van financiële EU-middelen uit het Regionaal Operationeel Programma voor het woiwodschap Neder-Silezië en eigen financiële middelen van vervoerder PKP.
In 2017 maakten 500-699 reizigers per dag gebruik van het station.
Oude namen van het station:
- Tschechnitz (1909–1935);
- Kraftborn (1936–1945);
- Zieluń (1945–1946).